# Anriquelis Barriosová
Anriquelis Pauleth Barriosová Hernándezová (* 20. srpna 1993 Puerto Ordaz) je venezuelská zápasnice – judistka.

## Sportovní kariéra
S judem začínala v 7 letech v rodném Ciudad Guayana (část Puerto Ordaz) v klubu Sidor pod vedením svého otce Pabla a matky Lisbeth. Vrcholově se připravuje v klubu průmyslového gigantu CVG Venalum povedením Kilmara Campose a Katiusky Santaellaové. Ve venezuelské ženské reprezentaci se pohybovala od roku 2010 v pololehké váze do 52 kg a od roku 2012 v lehké váze do 57 kg. V roce 2016 vzdala olympijskou kvalifikaci a přestoupila do vyšší polostřední váhy do 63 kg.
V roce 2017 byla nucena několik měsíců startovat pod vlajkou Mezinárodní judistické federace (IJF), která pozastavila Venezuele členství z důvodu ekonomické krizi v zemi (hyperinflace).

## Výsledky
| Olympijské hry          |     | — |     |     |     | — |     |    |  |  |  |  |  |  |  |  |  |  |  |  |  |  |  |
| Mistrovství světa       | —   |   | úč. | úč. | úč. |   | úč. | —  |  |  |  |  |  |  |  |  |  |  |  |  |  |  |  |
| Panamerické hry         | 7.  |   |     |     | 5.  |   |     |    |  |  |  |  |  |  |  |  |  |  |  |  |  |  |  |
| Panamerické mistrovství | úč. | — | úč. | úč. | —   | — | 3.  | 3. |  |  |  |  |  |  |  |  |  |  |  |  |  |  |  |
| Jihoamerické hry        |     |   |     | 3.  |     |   |     | 1. |  |  |  |  |  |  |  |  |  |  |  |  |  |  |  |
| Středoamerické a k. hry |     |   |     | 3.  |     |   |     | 1. |  |  |  |  |  |  |  |  |  |  |  |  |  |  |  |
| Bolívarské hry          |     |   | 3.  |     |     |   | 1.  |    |  |  |  |  |  |  |  |  |  |  |  |  |  |  |  |
| MS juniorů              | —   |   | 5.  |     |     |   |     |    |  |  |  |  |  |  |  |  |  |  |  |  |  |  |  |